# Mój brat niedźwiedź (gra komputerowa)
Mój brat niedźwiedź – gra komputerowa wyprodukowana przez studio KnowWonder Digital Mediaworks na platformy PC, Game Boy Advance oraz telefony komórkowe. 
Gra została oparta na filmie animowanym Mój brat niedźwiedź. Opowiada historię chłopca o imieniu Kenai, który wyrusza na polowanie, by zabić niedźwiedzia grizzly, odpowiedzialnego za śmierć jego starszego brata. Jednak za sprawą Duchów Lasu zostaje on zamieniony w niedźwiedzia. Co więcej, jego drugi brat, przekonany o śmierci swojego rodzeństwa postanawia wybić wszystkie niedźwiedzie w okolicy. W trakcie gry bohaterowi pomaga niedźwiadek o imieniu Koda.